# الأبجدية الإفريقية

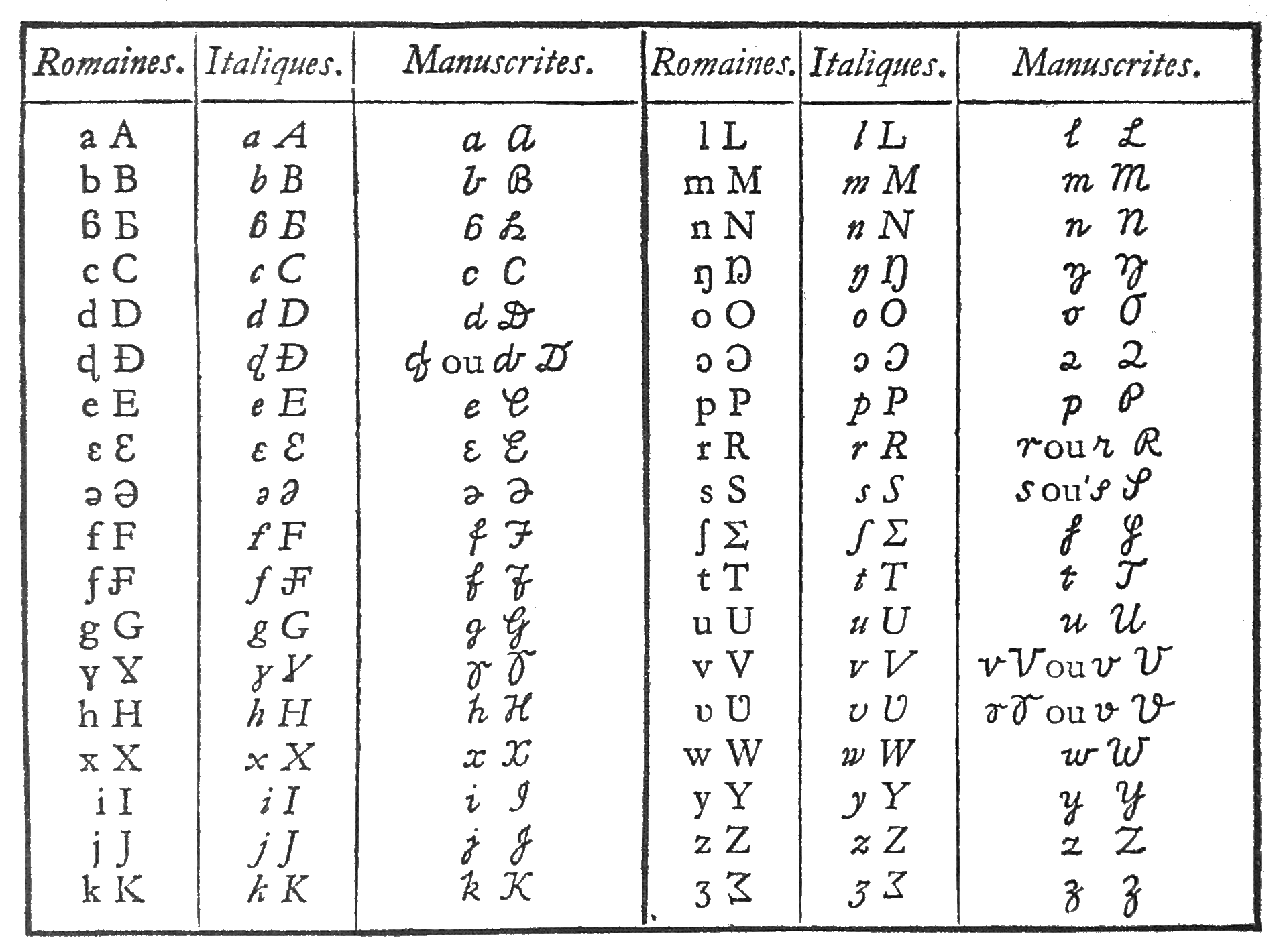
جدول الحروف الكبيرة والأشكال المكتوبة من التهجئة العملية للغات الأفريقية، 1930، صفحة 18. (انظر الأبجدية الأفريقية الدولية). نشرت أيضا باللغة الإنجليزية

الأبجدية الأفريقية (أيضًا الأبجديه الأفريقية أو الأبجديه الدوليه lAl) تم تطويرها من قبل المعهد الدولي للغات والثقافات الأفريقية في عام 1928، بمساعدة بعض الأفارقة بقيادة ديدريك هيرمان ويسترمان، الذي شغل منصب مدير المنظمة من 1926 حتى 1939. وفي الوقت نفسه، كان هدف المعهد الدولي للغات والثقافات الأفريقية، والمعروف فيما بعد باسم المعهد الأفريقي الدولي (IAI)، هو تمكين الناس من كتابة جميع اللغات الأفريقية لأغراض عملية وعلمية دون الحاجة إلى التشكلات. وهي تعتمد على الأبجدية الصوتية الدولية مع بعض الاختلافات، مثل j و y، والتي بدلاً من ذلك لديها نفس القيم الصوتية (الساكنة) كما هو الحال في اللغة الإنجليزية.
وقد أثرت هذه الأبجدية في تطور الهجاء للعديد من اللغات الأفريقية (حيث استخدمت «كأساس لتدوين» حوالي 60 لغة، حسب إحصاء واحد)، ولكن ليس كلها، كما أثرت في مناقشات مواءمة نظم النسخ التي أدت، من بين أمور أخرى، إلى اعتماد الأبجدية المرجعية الأفريقية.
تم استخدام الأبجدية الأفريقية، مع الأبجدية الصوتية الدولية، كأساس للتهجئة العالمية.